# キャプテン・アンド・ミー
『キャプテン・アンド・ミー』（原題：The Captain and Me）は、アメリカ合衆国のロック・バンド、ドゥービー・ブラザーズが1973年に発表した3作目のスタジオ・アルバム。

## 解説
後にドゥービー・ブラザーズの正式メンバーとなるジェフ・バクスターが、サポート・メンバーとして初参加した作品である。音楽評論家のBruce Ederはオールミュージックにおいて「トム・ジョンストンのハードでエッジの効いた大胆なロック・ナンバーと、パトリック・シモンズのレイド・バックしたカントリーロック・バラード風スタイルがバランスを取っており、両者の対比を示す典型」と評している。
アメリカのBillboard 200では7位に達して、ドゥービー・ブラザーズのアルバムとしては初のトップ10入りを果たし、1973年7月にはRIAAによってゴールドディスクに認定されて、1986年10月にはダブル・プラチナに認定された。また、本作からは「ロング・トレイン・ランニン」（全米8位）、「チャイナ・グローヴ」（全米15位）がシングル・ヒットした。

## 収録曲
特記なき楽曲はトム・ジョンストン作。9.はインストゥルメンタル。
1. ナチュラル・シング - "Natural Thing" - 3:17
2. ロング・トレイン・ランニン - "Long Train Runnin'" - 3:25
3. チャイナ・グローヴ - "China Grove" - 3:14
4. ダーク・アイド・ケイジャン・ウーマン - "Dark Eyed Cajun Woman" - 4:12
5. クリア・アズ・ザ・ドライヴン・スノウ - "Clear as the Driven Snow" (Patrick Simmons) - 5:18
6. ウィズアウト・ユー - "Without You" (Tom Johnston, P. Simmons, Tiran Porter, John Hartman, Michael Hossack) - 4:58
7. サウス・シティ・ミッドナイト・レディ - "South City Midnight Lady" (P. Simmons) - 5:27
8. イーヴル・ウーマン - "Evil Woman" (P. Simmons) - 3:17
9. オコーネリー・コーナーズ - "Busted Down Around O'Connelly Corners" (James Earl Luft) - 0:48
10. ユカイア - "Ukiah" - 3:04
11. キャプテン・アンド・ミー - "The Captain and Me" - 4:53

## 参加ミュージシャン
- トム・ジョンストン - ボーカル、ギター、シンセサイザー、ハーモニカ
- パトリック・シモンズ - ボーカル、ギター、シンセサイザー
- タイラン・ポーター - ボーカル、ベース
- ジョン・ハートマン - ドラムス、パーカッション、ボーカル
- マイケル・ホサック - ドラムス、コンガ、ティンバレス

アディショナル・ミュージシャン
- ビル・ペイン - ピアノ、オルガン
- ジェフ・バクスター - ペダル・スティール・ギター
- ニック・デカロ - ストリングス・アレンジ

## リイシュー
5.1サラウンド・ミックスが制作され、DVD-Audio・SACDで発売されている。